# Manfred Wörner

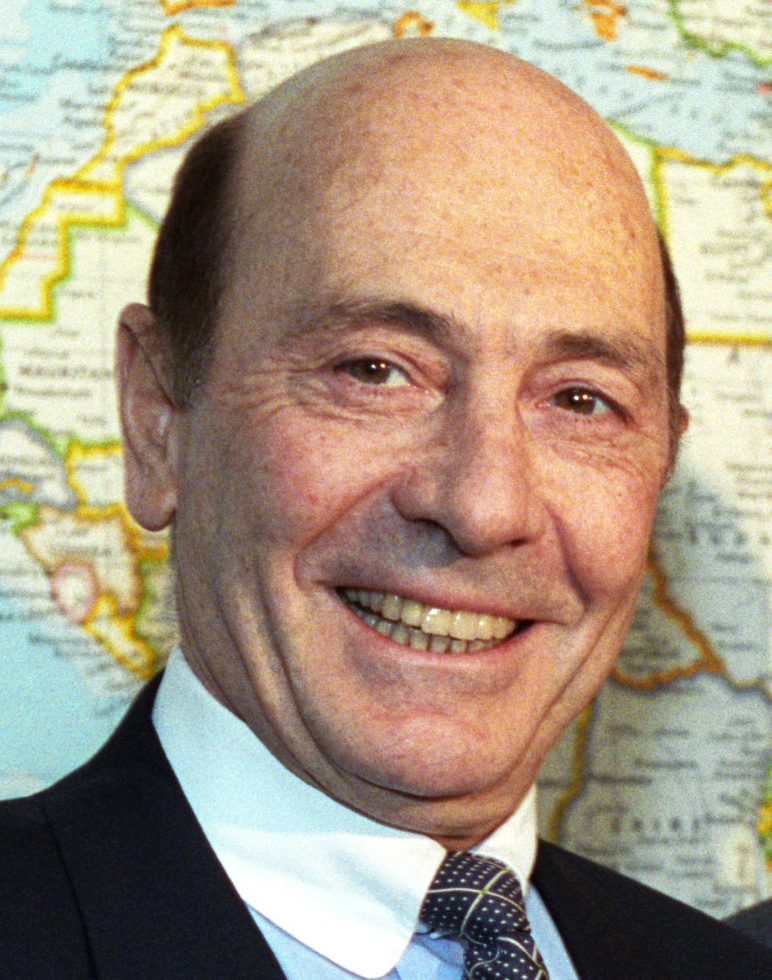
Manfred Wörner en 1993.

Manfred Wörner (Stuttgart, 24 de septiembre de 1934-Bruselas, Bélgica, 13 de agosto de 1994) fue un político y diplomático alemán. Fue el ministro de defensa de Alemania Occidental entre 1982 y 1988. Desde 1988 hasta 1994 fue Secretario General de la OTAN, siéndolo cuando acabó la Guerra Fría y cuando Alemania se reunificó. Cuando aún desempeñaba ese cargo, fue diagnosticado de cáncer, pero continuó desempeñándolo.

## Familia
Wörner era el nieto de Hermann Aldinger, comandante de la Legión Cóndor, que después ascendió a general de la Luftwaffe en 1945. Creció en la casa de su abuelo, en Stuttgart-Bad Cannstatt donde visitó el Johannes-Kepler-Gymnasium. Se casó con Elfie Wörner, que ayudaba a varias agencias humanitarias relacionadas con el ejército alemán y que murió de un tumor el 4 de julio de 2006.

## Medalla Manfred Wörner
Desde 1996, el Ministerio de Defensa alemán viene premiando con la medalla Mandred Wörner a los personajes públicos que han cosechado "méritos especiales en el servicio a la paz y libertad en Europa".
Desde entonces, se ha entregado a:
- En 1996, Richard Holbrooke, diplomático americano y enviado especial a Bosnia y Kosovo.
- En 1997, Ewald-Heinrich von Kleist-Schmenzin, iniciador de la Conferencia de Política de Seguridad de Múnich.
- En 1998, Dr. Gerd Wagner (post mortem), por la implementación del Acuerdo de Dayton.
- En 1999 Dr. Janusz Onyszkiewicz, Ministro de Defensa de Polonia.
- En 2000 Elizabeth Pond, periodista americana.
- En 2001 Karsten D. Voigt, coordinador del departamento de Alemania para la cooperación germanoamericana.
- En 2002 Javier Solana, alto representante de la política exterior de la Unión Europea y ex Secretario General de la OTAN.
- En 2003 Dr. Catherine McArdle Kelleher, exdirectora del Instituto Aspen de Berlín.

| Predecesor: Lord Carrington | Secretario General de la OTAN 1988 - 1994 | Sucesor: Sergio Balanzino |

- Datos: Q60777
- Multimedia: Manfred Wörner / Q60777